# Inawaširo (jezero)
Inawaširo (japonsky 猪苗代湖, いなわしろこ, [Inawaširoko]) je jezero v prefektuře Fukušima na ostrově Honšú v Japonsku. Nachází se v kotlině, jižně od sopky Bandai v pohoří Óu. Vzniklo zahrazením toku řeky lávou a popelem. Má rozlohu 103,3 km². Dosahuje maximální hloubky 93,5 m. Leží v nadmořské výšce 514 m.

## Vodní režim
Z jezera odtéká řeka Agano do Japonského moře.